# 韓国軍によるベトナム民間人虐殺事件
韓国軍によるベトナム民間人虐殺事件（かんこくぐんによるべとなむみんかんじんぎゃくさつじけん）では、ベトナム戦争時にベトナムで韓国軍が多数のベトナム人の民間人を虐殺した事件群について述べる。韓国軍は自国兵の虐殺について真相調査をしておらず、全貌は不明である。

## 概要
ベトナム戦争時期の韓国軍による民間人虐殺真相究明のための市民平和法廷において、最高裁判事により、「重大な人権侵害であり、戦争犯罪の性格を帯びる事件」として大韓民国政府に責任があることが宣告されている。
韓国政府は1998年にベトナムに謝罪をしているが、その一方で虐殺や強姦などの行為を認めていない。

## 虐殺事件

### ハミ村虐殺事件
ハミ村のような最前線の村々の虐殺された被害者らは皆、高齢者、女性、子供ばかりであり、虐殺の生存者や遺族は誰も解放戦線に参加してゲリラ活動をしておらず革命への功労もないため、現在ほとんど何の手当ても得ていない。

### ビンアンの虐殺事件
ビンディン省テイソン県テイヴィン行政村では、テイヴィン村のゴーザイという丘で、わずか2時間の間に、380人もの民間人が韓国兵に虐殺されている。これは、最大の事件とされている。
テイヴィン村には、韓国兵がベトナム農民に襲いかかる様子が描かれた慰霊碑が建設されており、毎年、県主催の大規模な慰霊祭が開催されている。
地方の村、県、省レベルの追悼事業については、「亡くなった肉親や祖先を残された者たちが手厚く供養するのは当然」であるとして、政府も黙認している。
2008年にビンアンの慰霊祭に参加した伊藤正子によると、小学生100人余り、中学生500人余りの1000人以上の参加者が集まっており、虐殺で負傷したが生き延び、のちに村の党書記などを務めた人物が当時の事件の証言をし、皆で献花をしていたという。

### フーミー村虐殺事件
ホアドン社フーミー村では、韓国軍が民間人の村人30人全員を撃ち殺し、3つの井戸に放り込んで手榴弾を投げ込み、事件を隠蔽した記録が残っている。

### ホアミー社虐殺事件
ホアミー社チュオン村では16人が虐殺されている。高齢者2人、妊婦1人、障がい者1人が含まれる家族なども殺害されている。
ホアミー社ミートゥン村とクアンフー村では、韓国軍兵士が7人の女性を捕らえて輪姦してから、女性ふたりの喉を銃剣で突き殺害し、残り5人の女性を森へと連行し裸にして縛り、韓国兵トップらがレイプした。その後、5人の女性と乳児ひとりは刺し殺された。

### ヴンタウ集落虐殺事件
ドンホア県のヴンタウ集落で生き残ったマンは、韓国軍により広場に女子供が集められたときの状況を、「まさか、女、子どもに手を出さないだろうと思っていたら、韓国兵らは銃で狙いをつけたんです。みな驚き、命乞いをしました。しかし韓国兵は、命乞いする彼らを次々と撃ち殺し、そして最後に手榴弾を投げ込んだのです。少し離れた木の陰で事件の様子を見ていた私は、おじに手を引かれて一緒に山の奥へ逃げて助かった」と証言している。
1966年1月1日朝7時ごろ、村の北側から押し入ってきた韓国軍の攻撃により、瞬く間に住民37人がその場で命を落とし、そのほとんどが老人、女性と子どもたちだった。

虐殺現場である、ドンホア県のヴンタウ集落には、1975年に建立された碑には、慰霊碑ではなく「憎悪碑」と刻まれている。この碑には、隣接するダグウ村とトーラム村の2つの村の80名の犠牲者の名が彫られていたが、知らぬ間に、何者かにより名前が削り取られていた。

## 証言
- ホアミー社で、韓国兵10人が若い一人の女性を輪姦した後に撃ち殺したという証言がある[5][6]。
- ホアミー社にある「フーイエン新聞社」編集長のビンが、他県の聞き取り調査をしたところ、「婦女を輪姦し、乳房をナイフで切り取ったあと、女性器を銃剣でかき回して殺害」「兵士が持つ銃剣に、輪投げのように乳児を投げて殺害」などの証言を多数聞いたと述べている[5]。

## 各国の対応

### 韓国
大統領の全斗煥や盧泰愚がベトナム戦争の元参戦軍人でもあったため長らく「武勇伝」以外の報道はできなかったが、1999年になり、ハンギョレの週刊誌『ハンギョレ21』が、韓国軍によるベトナムでの民間人虐殺事件を初めて報じ始めた。すると韓国社会では、これまでの「武勇伝」が「虐殺」に反転したために混乱が生じたが、記者を中心に「ごめんなさいベトナムキャンペーン」や、謝罪を求めるNGOによる募金活動などが行われた。
2000年6月27日には、2,400人もの、ベトナム戦争を「正義の戦争」と主張する元参戦軍人により、ハンギョレ新聞社襲撃事件が起きた。
ニューズウィークのジェフリー・ケインは、韓国政府がベトナムでの虐殺や強姦など自国の過去の蛮行を公式に認めることなく、また、韓国のメディアも人権活動家も目を向けないことについて、その根底には、韓国人によるベトナム人に対する人種差別意識が原因であると述べている。

### ベトナム
当初は、被害者が自由に韓国軍の虐殺行為の記憶について語っていた。
その後、1986年末の「ドイモイ（刷新）政策」では「過去にフタをして未来へ向かおう」という方針をとり、反韓感情が強くなり外交・経済交流に悪影響を及ぼすことを懸念したため、政府は韓国軍の虐殺行為に関し、国内で継続な報道をさせないように規制した。
2010年になると、ベトナムは韓国に対し、「我々は被害者。ベトナム戦争の目的が、なぜ世界平和の維持なのか」と主張を転じ、「靖国神社問題で日本を批判している韓国なら、我々の考えが理解できるだろう」などと日本を引き合いに出し交渉を始める。こうしたベトナムの巧みな外交により、両国関係は「包括的パートナーシップ」から「戦略的協力パートナーシップ」に格上げされることとなった。
ベトナム国家は、韓国人のNGO活動については、終始阻む動きもしており、ベトナムのマスコミ関係者や作家などを招請して元参戦軍人が立てた「ベトナム参戦碑」を一緒に見に行く計画に許可を与えていない。